# Рогожина Людмила Миколаївна
Людми́ла Микола́ївна Рого́жина (* 1959; у шлюбі Муравйова) — радянська баскетболістка.

## З життєпису
Народилася 1959 року в місті Дніпропетровськ. Закінчила Санкт-Петербурзький державний торгово-економічний університет.
Виступала за команду «Сталь» (Дніпропетровськ) (1975—1976), срібна призерка Спартакіади УРСР 1975 року серед дорослих — була визнана найперспективнішою гравчинею турніру.
1976 року у складі юнацької збірної СРСР виграла «золото» чемпіонату Європи в Щецині.
В 1977—1990 роках виступала за БК «Спартак» (Ленінград).
Чемпіонка Літніх Олімпійських ігор-1980.
Чемпіонка Європи з баскетболу-1981, Чемпіонка Європи з баскетболу-1983.
Чемпіонка світу з баскетболу-1982, срібна призерка чемпіонату світуЧемпіонат світу з баскетболу 1986-1986, чемпіонка СРСР-1990, переможниця Універсіади (1981).
1990 року вирішила завершити кар'єру, але спочатку поїхала з дитиною на два роки до Ізміту (Туреччина), в команду «Бріса».
2006 році стала працювати начальницею відділу організаційно-масової роботи в Санкт-Петербурзькій СДЮШОР з фігурного катання на ковзанах.